# Jesús Dulce
Jesús Dulce Prado (Baracaldo, Vizcaya, 22 de marzo de 1971) es un exfutbolista español que se desempeñó como defensor.

## Clubes
| Club          | País   | Año         |
| ------------- | ------ | ----------- |
| CD Logroñés   | España | 1990 - 1995 |
| SD Compostela | España | 1995 - 1996 |
| CD Logroñés   | España | 1996 - 1999 |
| CD Calahorra  | España | 1999 - 2001 |
| CD Logroñés   | España | 2001 - 2003 |
| CD Alfaro     | España | 2003 - 2004 |